# El señor Ibrahim y las flores del Corán (película)
El señor Ibrahim y las flores del Corán es una película francesa dirigida por François Dupeyron, ganadora de un Globo de oro en el año 2003 a la mejor película extranjera. Está basada en la novela  y obra de teatro homónimas, de Éric-Emmanuel Schmitt.
- Datos: Q128927